# Ailar (cratère)
Ailar est un cratère de la planète Vénus ayant un diamètre de 8,2 kilomètres. Sa latitude est de -15,8° et sa longitude est de 68,4°.  L'origine de son nom est un prénom usuel féminin turc ,.